# Poonch
Poonch est une ville indienne située dans le district de Poonch dans le territoire du Jammu-et-Cachemire. En 2011, sa population était de 26 854 habitants.

## Histoire
Lors de l'affrontement indo-pakistanais de 2019, l'armée de l'air pakistanaise a mené une frappe aérienne à Poonch dans le cadre d'une opération plus vaste au Cachemire sous administration indienne, qui a fait 3 morts et 2 blessés. C'était la première fois depuis 1971 que la ligne de contrôle était violée par des avions de chasse.